# Madison (Nebraska)
Madison ist der County Seat des Madison County im US-Bundesstaat Nebraska.

## Lage
Madison liegt im Nordosten Nebraskas, am U.S. Highway 81.

## Geschichte
Madison wurde im Mai 1867 von Henry Barnes, der an den Ufern des Union Creek sein Lager aufschlug und 20 deutschen Familien aus Wisconsin gegründet. Namensgeber war US-Präsident James Madison. Am 12. Oktober 1875 wurde Madison zum County Seat des Madison County gewählt. Ausschlaggebend für diese Entscheidung war, dass Madison schon seit 1874 mit der Madison Review über eine Zeitung verfügte (bis 1878). Ihr Nachfolger war der Chronicle ab 1879. Offiziell als Stadt eingetragen wurde Madison am 6. Juli 1876. Die Union Pacific Railroad verband ab dem 30. Dezember 1879 die Stadt mit Columbus im Süden und Norfolk im Norden. Dies trieb das Wachstum der Stadt voran, so dass gegen Ende des neunzehnten Jahrhunderts eine Einwohnerzahl von 300 verzeichnet werden konnte. Heutzutage ist die Landwirtschaft (Viehzucht, Fleischverarbeitung, Molkerei) der größte wirtschaftliche Faktor in Madison.

### Demografie
Laut dem United States Census 2000 hat Madison 2367 Einwohner, davon 1234 Männer und 1133 Frauen.